# Ivan Angeli
Ivan Angeli (* 5. November 1940 in Arezzo) ist ein italienischer Regisseur.

## Leben
Angelis breit gefächertes Wirken umfasst ein Studium der Politikwissenschaft, bevor er sich als Schauspieler  im Jahr 1961 der unabhängigen Theatergruppe MKS anschloss. Nach einem Besuch von Schauspielkursen bei Paula und Lee Strasberg in New York übernahm er auch die Regie bei Theaterstücken, so bei Georg Kaisers Das Floß der Medusa. 1975 inszenierte er seinen bislang einzigen Film für die Leinwand, Don Milani. Neben Kurzfilmen arbeitete er auch einige Male für das Fernsehen. Vereinzelt sah man ihn bis 1972 auch als Schauspieler.